# Dreidecker

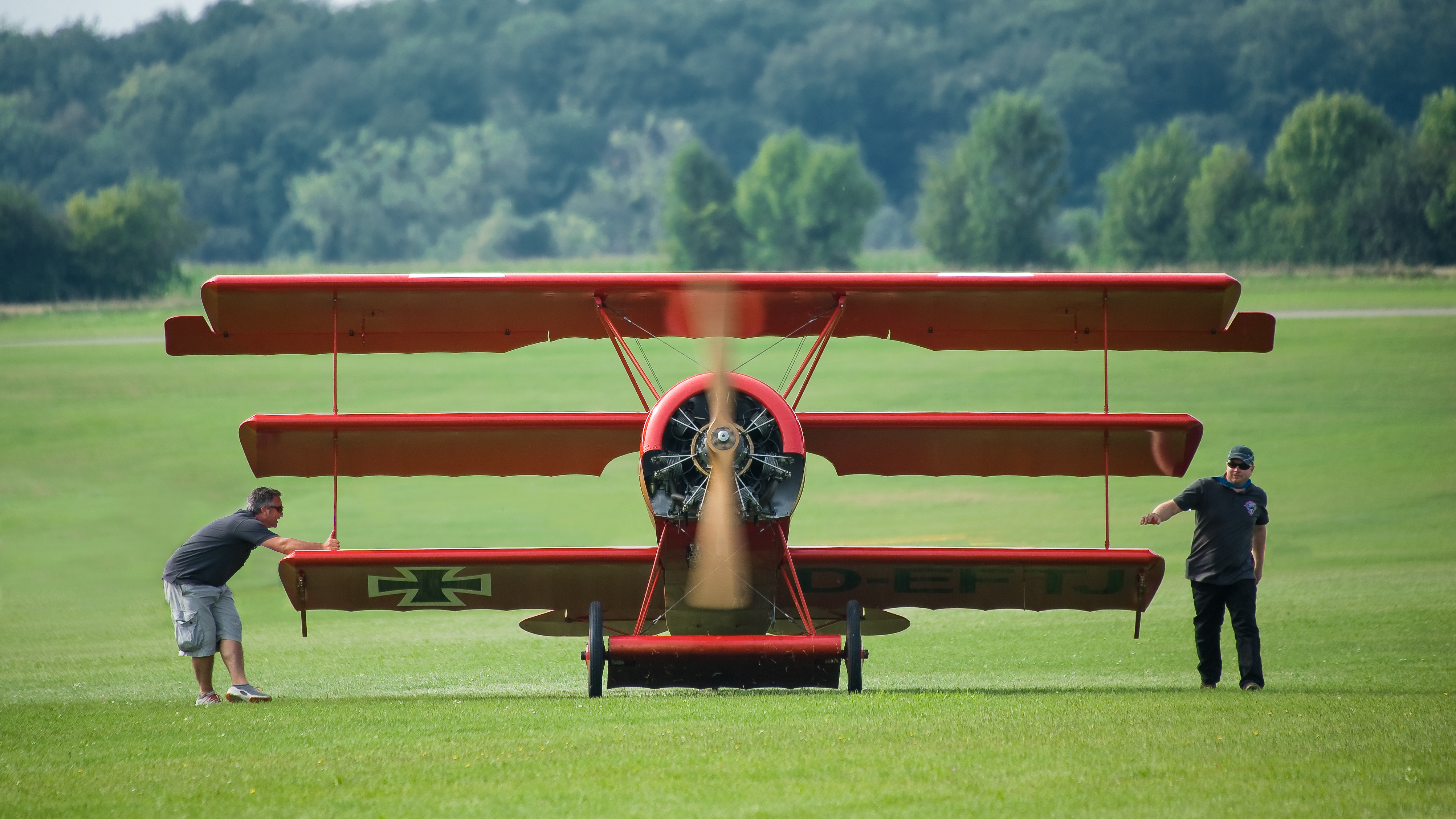
Frontansicht Fokker Dr.I

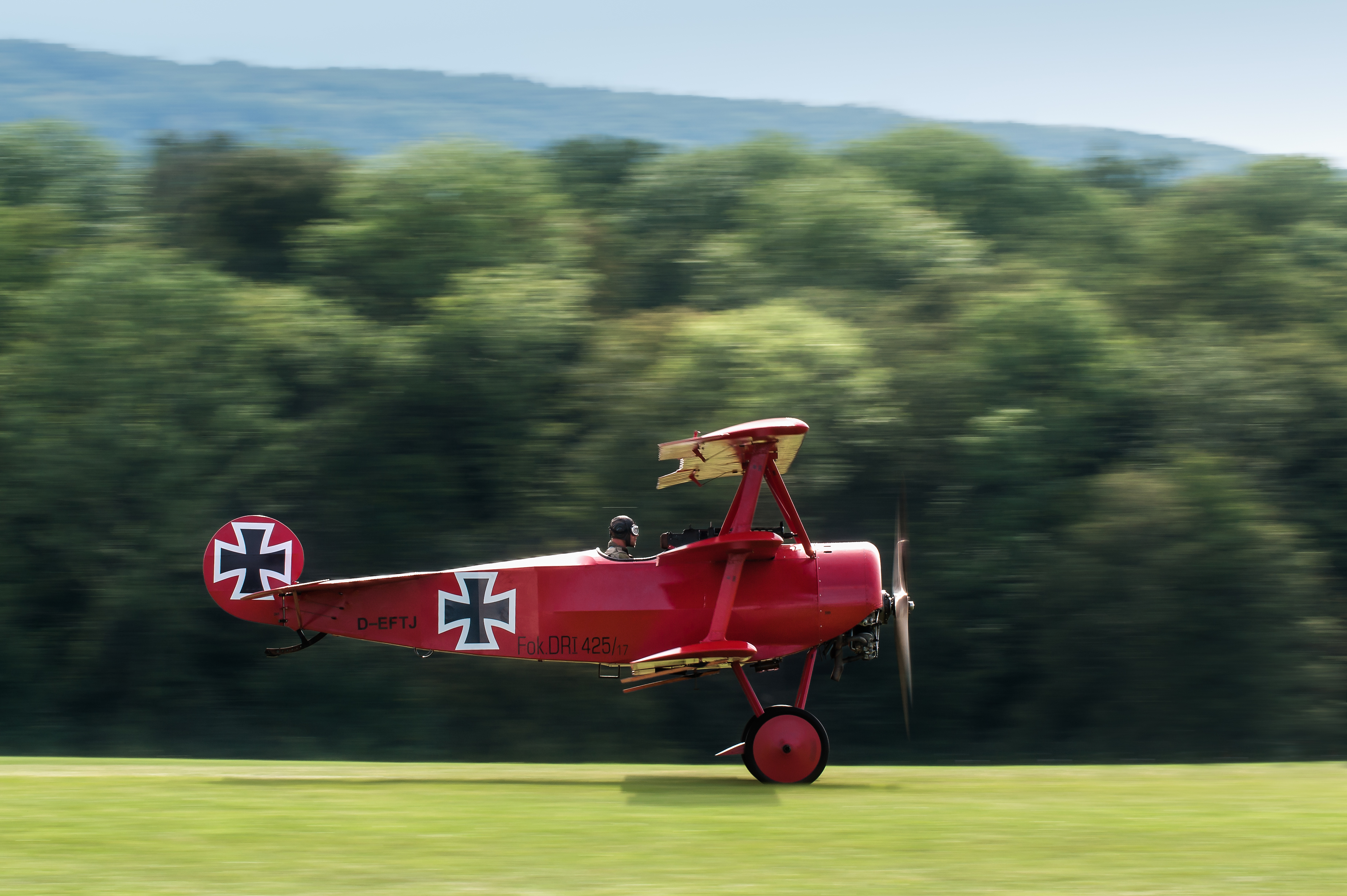
Rekonstruktion einer Fokker Dr.I beim Oldtimertreffen auf der Hahnweide

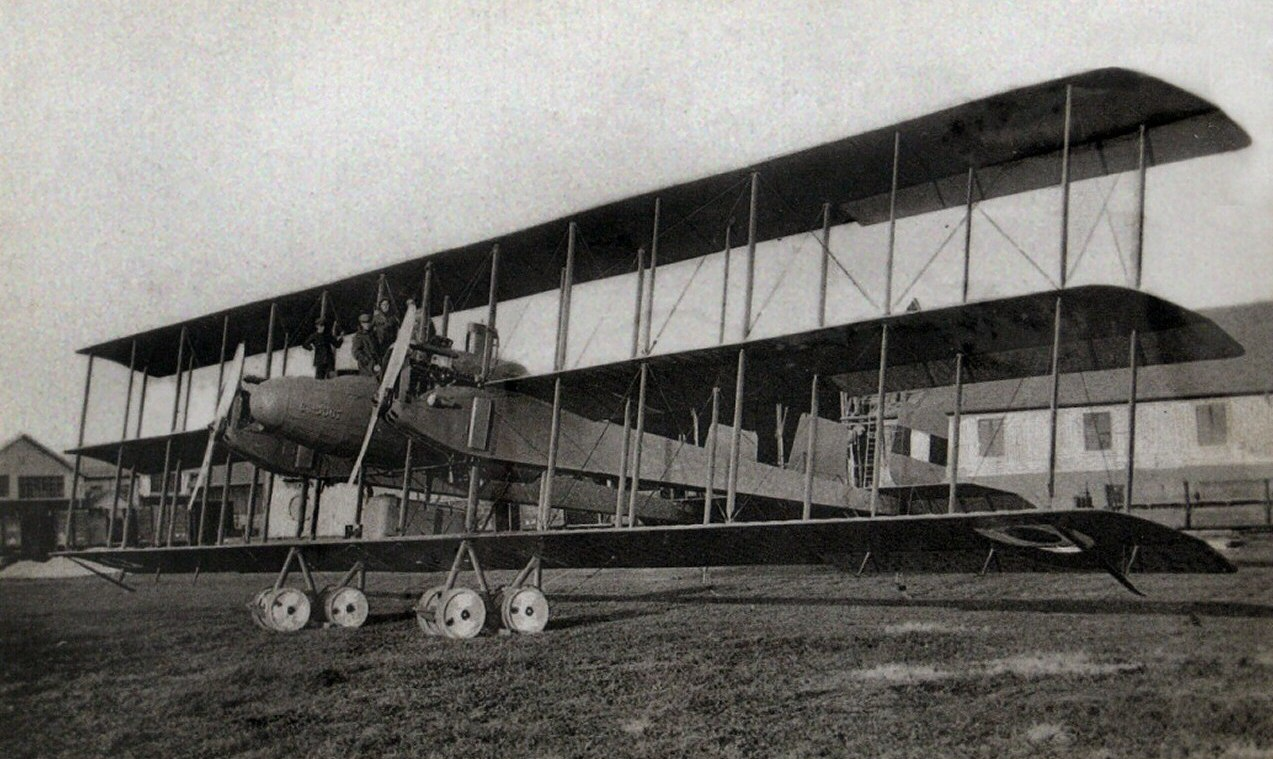
Caproni-Bomber Ca.4

Als Dreidecker (selten auch Tripeldecker) werden Flugzeuge bezeichnet, die drei übereinander liegende Tragflächen besitzen. Einige der im Ersten Weltkrieg eingesetzten Jagdflugzeuge waren Dreidecker, aber auch Bomber wie die italienische Caproni Ca.4 waren als Dreidecker ausgelegt.
Der Vorteil gegenüber einem Eindecker oder Doppeldecker gleicher Flügelspannweite ist die größere Auftrieb erzeugende Tragflügelfläche.  Die kleine Spannweite eines Dreideckers erlaubt wegen des geringeren Trägheitsmomentes um die Längs- und Hochachse ein schnelleres Rollen und Gieren, sodass er besonders wendig sein kann. Alternativ müsste die Spannweite des Tragflügels entsprechend vergrößert werden, wozu eine höhere Stabilität der Tragflächenkonstruktion erforderlich ist.
Allerdings beeinflussen sich die drei Tragflächen gegenseitig derart, dass der Luftwiderstand mit wachsender Geschwindigkeit stark anwächst, wodurch keine hohe Geschwindigkeit zu erzielen ist. Der Fortschritt im Flugzeugbau mit immer höheren Geschwindigkeiten machte Dreidecker daher zunehmend unattraktiv. Nach dem Ende der Kampfhandlungen 1918 wurden keine Dreidecker mehr in Serie hergestellt.
Die wohl berühmteste Dreidecker-Konstruktion war die von Manfred von Richthofen, dem Roten Baron, geflogene Fokker Dr.I, die die englische Sopwith Triplane als Vorbild hatte. Nach dem Anfangserfolgen der Fokker Dr.I brach in Deutschland ein regelrechter Dreidecker-Boom aus. Fast alle Hersteller begannen mit dem Bau von Dreideckern oder rüsteten vorhandene Flugzeuge um, zum Beispiel die Modelle Albatros Dr.I und Pfalz Dr.I.